# Bondsdagverkiezingen 1998

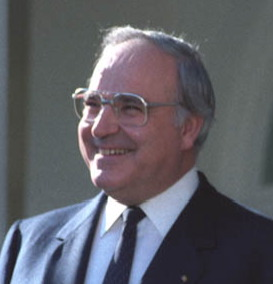
Bondskanselier Helmut Kohl (1984)

De Bondsdagverkiezingen van 1998 vonden op 27 september 1998 plaats. Het waren de veertiende federale verkiezingen in de Bondsrepubliek Duitsland.
Belangrijkste thema tijdens de verkiezingscampagne was de slechte economie. Veel kiezers gaven de regeringspartijen Christelijk Democratische Unie van Duitsland (Christlich Demokratische Union Deutschlands, CDU), Christelijk-Sociale Unie (Christlich-Soziale Union, CSU) en Vrije Democratische Partij (Freie Demokratische Partei, FDP) de schuld van de economische malaise. Daar kwam ook nog eens een grote werkloosheid bij, die met name in de voormalige Oost-Duitse gebieden hoog was.
In aanloop naar de verkiezingen werd zittend Bondskanselier Helmut Kohl opnieuw door de CDU/CSU en FDP gekandideerd voor het bondskanselierschap onder het motto: "Stabiliteit, geen risico's". De kiezers waren echter uitgekeken op de bondskanselier en daar speelde de oppositionele Sociaaldemocratische Partij van Duitsland (Sozialdemokratische Partei Deutschlands, SPD) onder Gerhard Schröder succesvol op in. Schröder presenteerde zichzelf als een man van het midden en hervormingsgezind politicus. Schröder voorkwam directe aanvallen op de CDU en benadrukte zich als de man van een nieuw tijdperk.

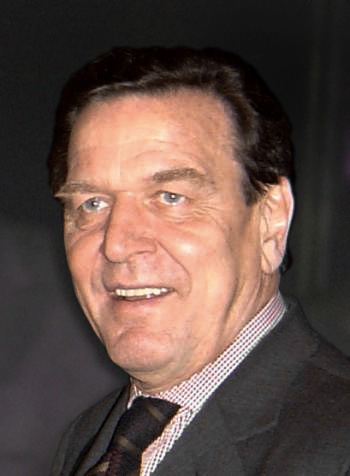
Gerhard Schröder (2003)

In de peilingen stonden CDU en FDP er slecht voor, terwijl de SPD er vanaf het begin goed voorstond. De overwinning voor de SPD was dan ook behoorlijk groot. De partij kreeg 40,9% van de stemmen, goed voor 298 zetels (+43), terwijl de Unionpartijen (CDU/CSU) maar 35,1% van de stemmen kreeg, goed voor 245 zetels (-48). De FDP leed voor de tweede keer op rij verlies. De partij verkreeg in de nieuwe Bondsdag (Bundestag) maar 43 zetels. Verlies was er ook voor Bündnis 90/Die Grünen (-2) welke partij 47 zetels kreeg. De linkse Partij van het Democratische Socialisme (Partei des Demokratischen Sozialismus) bereikte voor het eerst de officiële kiesdrempel van 5%. De partij kreeg 36 zetels en deed het vooral goed in voormalige Oost-Duitse gebieden.

## Uitslag

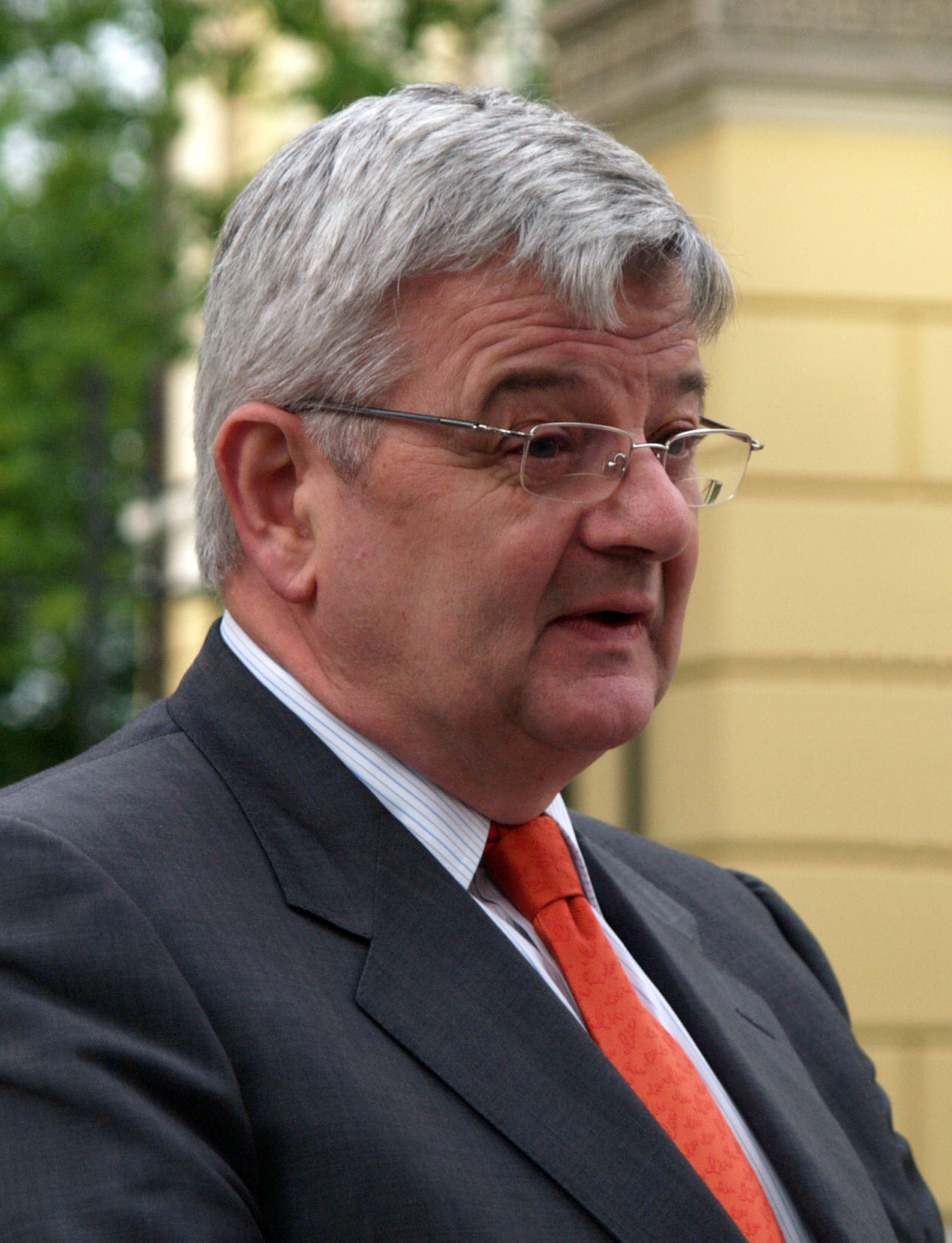
Joschka Fischer

De uitslag betekende het einde van 15 jaar CDU-bewind. Schröder slaagde erin om een kabinet te vormen met de groene partij Bündnis 90/Die Grünen van Joschka Fischer. Tot dan toe stonden de Groenen negatief tegenover regeringsdeelname. Schröder werd bondskanselier en Fischer naast bondsminister van Buitenlandse Zaken ook vicekanselier.
| Partij                                                                                     | %     | zetels | verschil |
| ------------------------------------------------------------------------------------------ | ----- | ------ | -------- |
| Sociaaldemocratische Partij van Duitsland (Sozialdemokratische Partei Deutschlands)        | 40,9% | 298    | +43      |
| Bündnis 90/Die Grünen (Bündnis 90/Die Grünen)                                              | 6,7%  | 47     | -2       |
| Christelijk Democratische Unie van Duitsland (Christlich Demokratische Union Deutschlands) | 28,4% | 198    | -46      |
| Christelijk-Sociale Unie (Christlich-Soziale Union)                                        | 6,8%  | 47     | -3       |
| Vrije Democratische Partij (Freie Demokratische Partei)                                    | 6,2%  | 43     | -4       |
| Partij van het Democratische Socialisme (Partei des Demokratischen Sozialismus)            | 5,1%  | 36     | +6       |
| Overigen                                                                                   | 5,9%  | 0      | -        |
| Totaal                                                                                     | 100%  | 669    | -3       |

|  |

|  |

|  |

|  |

|  |

|  |

|  |

|  |

|  |

|  |

|  |

|  |

|  |

|  |

|  |

|  |

|  |

|  |

|  |

|  |

|  |

|  |

|  |

|  |

|  |

|  |

|  |

|  |

|  |

|  |

|  |

|  |